# Kozareveț, Veliko Tărnovo
Kozareveț (în bulgară Козаревец) este un sat în comuna Leaskoveț, regiunea Veliko Tărnovo,  Bulgaria. 

## Demografie
Componența etnică a satului Kozareveț
     Bulgari (99,55%)
     Nicio identificare (0,11%)
     Altele (0,33%)
La recensământul din 2011, populația satului Kozareveț era de 895 locuitori. Din punct de vedere etnic, majoritatea locuitorilor (99,55%) erau bulgari. Pentru 0,11% din locuitori nu este cunoscută apartenența etnică.